# Marc N'Guessan
Marc N'Guessan, né le 23 octobre 1965 à Toulouse, est un auteur de bande dessinée français.

## Biographie
Son premier album, Gardel le Fou, paraît en 1993 chez Vents d'Ouest. Puis il collabore avec Soleil Productions.

## Œuvre
- Aberzen, scénario et dessins de Marc N'Guessan, Soleil Productions
  1. Commencer par mourir, 2001  (ISBN 2-84565-152-X)
  2. Plusieurs noms pour le bleu, 2002  (ISBN 2-84565-305-0)
  3. Au-delà des mers sèches, 2003  (ISBN 2-84565-434-0)
  4. Un temps par-dessus l'autre, 2005  (ISBN 2-84565-696-3)
- Ange & Démons, scénario d'Ange, dessins collectifs, Soleil Productions, 2005  (ISBN 2-84946-315-9)
- Arthur et les Minimoys, scénario de Patrick Weber, dessins de Marc N'Guessan, Soleil Productions
  1. Tome 1, 2006  (ISBN 978-2-84946-681-0)
  2. Tome 2, 2007  (ISBN 978-2-84946-802-9)
  3. Tome 3, 2008  (ISBN 978-2-84946-999-6)
- Les Filles de Soleil, dessins collectifs, Soleil Productions
  1.  Tome 12, 2008  (EAN 200-0-00-941565-0)
- Gadel le fou, dessins de Marc N'Guessan, Vents d'Ouest, collection Gris feu
  1. La Laisse, scénario de Marc N'Guessan, 1993 (ISBN 2-86967-209-3) édité erroné (BNF 35690329)
  2. L'Esprit du prince, scénario de Téhy, 1994  (ISBN 2-86967-277-2)
- Jour de grâce[1], scénario de Gani Jakupi, dessins de Marc N'Guessan, Dupuis, collection Grand Public, 2010  (ISBN 978-2-8001-4650-8)
- Lanfeust par ses amis, scénario et dessins collectifs, Soleil Productions, 2005
- Ling Ling[2], scénario de Bertrand Escaich, dessins de Marc N'Guessan, Bamboo Édition
  1. Le Bureau des Rumeurs, 2012  (ISBN 978-2-8189-0837-2)
  2. Les Lanternes roses, 2012  (ISBN 978-2-8189-0907-2)
- Petit d'homme, scénario de Crisse, dessins de Marc N'Guessan, Soleil Productions
  1. L'Éveil, 1996  (ISBN 2-87764-564-9)
  2. Secret, 1998  (ISBN 2-87764-606-8)
- Tintouin au Tibet, scénario et dessins collectifs, A.LI.EN, 2004